# Stazione di Kōshienguchi
La stazione di Kōshienguchi (甲子園口駅?, Kōshienguchi-eki) è una stazione ferroviaria di Nishinomiya, nella prefettura di Hyōgo. Si trova sulla linea JR Kōbe, sezione della linea principale Tōkaidō, ed è servita solo dai treni locali.

## Linee
- JR West
  - ■ Linea JR Kōbe (Linea principale Tōkaidō)

## Caratteristiche
La stazione ha due banchine a isola serventi quattro binari, ma uno di quelli esterni è isolato per permettere il transito in sicurezza dei treni rapidi e rapidi speciali che non fermano in questa stazione.
| 1 | ■ Linea JR Kōbe |  | per Ashiya, Sannomiya e Himeji                                     |
| 2 | ■ Linea JR Kōbe |  | per Ashiya, Sannomiya e Himeji (Treni partenti da questa stazione) |
| 3 | ■ Linea JR Kōbe |  | per Ashiya, Sannomiya e Himeji                                     |
| 4 | ■ Linea JR Kōbe |  | Passaggio                                                          |

## Stazioni adiacenti
| «                                        | Servizio      | »             |
| Linea JR Kōbe                            | Linea JR Kōbe | Linea JR Kōbe |
| ---------------------------------------- | ------------- | ------------- |
| Tachibana                                | Locale        | Nishinomiya   |
| I treni Rapidi e R. speciali non fermano |               |               |